# Trichotithonus tenebrosus
Trichotithonus tenebrosus là một loài bọ cánh cứng trong họ Cerambycidae.